# 산소 결핍 사건
산소 결핍 사건 또는 무산소 현상(anoxic event), 해양 무산소 사건은 지구 대양의 넓은 지역에서 용존 산소(O2)가 고갈되어 독성이 있는 흑산소(무산소 및 황화물) 물이 생성되는 기간을 나타낸다. 수백만 년 동안 무산소 사건은 발생하지 않았지만 지질학적 기록에 따르면 과거에도 무산소 사건이 여러 번 발생했음을 알 수 있다. 무산소 사건은 여러 번의 대량 멸종과 동시에 일어났으며 그 원인이 되었을 수도 있다. 이러한 대량멸종에는 지구생물학자들이 생물층서 연대측정에서 시간 표시로 사용하는 것들이 포함된다. 반면, 무산소 현상을 나타내지만 대량 멸종과 관련이 없는 백악기 중기의 다양한 흑색 셰일층이 널리 퍼져 있다. 많은 지질학자들은 해양 무산소 현상이 해양 순환 둔화, 기후 온난화, 온실가스 수준 증가와 밀접하게 연관되어 있다고 믿고 있다. 연구자들은 "유키니아의 중심 외부 유발 요인"으로 강화된 화산 활동(CO2 방출)을 제안했다.
농장과 하수에서 영양분을 방출하는 등 홀로세 시대의 인간 활동으로 인해 전 세계적으로 상대적으로 작은 규모의 데드존이 발생한다. 영국의 해양학자이자 대기과학자인 앤드류 왓슨(Andrew Watson)은 본격적인 해양 무산소증이 발생하려면 "수천년"이 걸릴 것이라고 말했다. 현대 기후 변화가 그러한 사건으로 이어질 수 있다는 생각은 컴프의 가설이라고도 불린다.

## 같이 보기
- 이산화 탄소
- 황화 수소
- 기후변화의 영향
- 해양 산성화